# Longalatedes
Longalatedes là một chi bướm đêm thuộc họ Noctuidae.

## Loài
- Longalatedes elymi (Treitschke, 1825)